# 67-я стрелковая дивизия (2-го формирования)
Не следует путать с 67-й стрелковой дивизией формирования 1923 года
67-я стрелковая дивизия — стрелковое соединение РККА Вооружённых сил Союза ССР в Великой Отечественной войне и после неё.

## История
Стрелковая дивизия сформирована на основе подразделений Олонецкой группировки генерал-лейтенанта В. Д. Цветаева в сентябре 1941 года. В состав вошли управление, 452-й мотострелковый полк из состава растащенной по соединениям 198-й моторизованной дивизии и 7-й мотоциклетный полк из 10-го механизированного корпуса (впоследствии переименованный в 719-й стрелковый полк), а затем 9-й мотострелковый полк, сформированный из призывников Петрозаводска и позднее остатки 3-й дивизии народного ополчения.
Дивизия, отходя, переправилась через Свирь и заняла позиции по реке Свирь в районе села Паша. Находилась в обороне до 1944 года. В феврале 1944 переброшена на кандалакшское направление.
На сентябрь 1944 года насчитывала 6 894 человека, в том числе: офицеров — 772, сержантов — 1 732 и рядовых — 4 390. С начала сентября 1944 года принимает участие в преследовании противника на кандалакшском направлении, наступая в западном направлении, перешла через советско-финскую границу, 2 октября 1944 года достигла рубежа реки Наруска-иоки, деревни Котала, что в пяти — 6 километрах западнее границы.
С 11 октября 1944 года формирование перебрасывается со станции Алакуртти в Мурманск, на 23 октября 1944 года находится на марше от Мурманска в сторону фронта.
После окончания боевых действий в Заполярье дивизия находилась в районе устья Западной Лицы, после войны оставалась в Карелии, в 1957 году переименована в 115-ю мотострелковую дивизию.
В 1960 году 115-я мотострелковая дивизия (в/ч 22188) передислоцирована в деревню Ивантеево (Валдай-5), Валдайского района, Новгородской области. 1 декабря 1987 года, в связи с миролюбивой позицией Союза ССР провели масштабные сокращения ВС Союза ССР, и в соответствии с Директивой ГШ ВС СССР № 314/3/00849, от 14 сентября 1987 года, мотострелковая дивизия сокращена в 5188-ю базу хранения вооружения и техники мотострелковых войск (5188 БХВТ (МС)) ЛенВО (переименована в в/ч 20717). 5188 БХВТ (МС) расформирована в 1994 году.

## Состав
- управление
- 9-й стрелковый полк (до 19.12.1943)
- 56-й стрелковый полк (с 20.12.1943)
- 452-й стрелковый полк
- 719-й стрелковый полк
- 3-й артиллерийский полк
- 99-й отдельный истребительно-противотанковый дивизион
- 759-й отдельный миномётный дивизион (с 01.02.1942 по 08.11.1942)
- 11-я отдельная разведывательная рота
- 83-й сапёрный батальон
- 36-й отдельный батальон связи (297-я отдельная рота связи)
- 72-й медико-санитарный батальон
- 275-я отдельная рота химической защиты
- 178-я автотранспортная рота
- 154-я полевая хлебопекарня
- 31-й дивизионный ветеринарный лазарет
- 194-я полевая почтовая станция
- 583-я полевая касса Госбанка

## В составе
| Дата            | Фронт (округ)    | Армия      | Корпус (группа)         | Примечания |
| --------------- | ---------------- | ---------- | ----------------------- | ---------- |
| 01.10.1941 года |                  | 7-я армия  | -                       |            |
| 01.11.1941 года |                  | 7-я армия  | -                       |            |
| 01.12.1941 года |                  | 7-я армия  |                         |            |
| 01.01.1942 года |                  | 7-я армия  |                         |            |
| 01.02.1942 года |                  | 7-я армия  |                         |            |
| 01.03.1942 года |                  | 7-я армия  |                         |            |
| 01.04.1942 года | -                | 7-я армия  |                         |            |
| 01.05.1942 года | -                | 7-я армия  |                         |            |
| 01.06.1942 года | -                | 7-я армия  |                         |            |
| 01.07.1942 года | -                | 7-я армия  |                         |            |
| 01.08.1942 года | -                | 7-я армия  |                         |            |
| 01.09.1942 года | -                | 7-я армия  |                         |            |
| 01.10.1942 года | -                | 7-я армия  | 4-й стрелковый корпус   |            |
| 01.11.1942 года | -                | 7-я армия  | 4-й стрелковый корпус   |            |
| 01.12.1942 года | -                | 7-я армия  | 4-й стрелковый корпус   |            |
| 01.01.1943 года | -                | 7-я армия  |                         |            |
| 01.02.1943 года | -                | 7-я армия  |                         |            |
| 01.03.1943 года | -                | 7-я армия  |                         |            |
| 01.04.1943 года | -                | 7-я армия  |                         |            |
| 01.05.1943 года | -                | 7-я армия  |                         |            |
| 01.06.1943 года | -                | 7-я армия  |                         |            |
| 01.07.1943 года | -                | 7-я армия  |                         |            |
| 01.08.1943 года | -                | 7-я армия  |                         |            |
| 01.09.1943 года | -                | 7-я армия  |                         |            |
| 01.10.1943 года | -                | 7-я армия  |                         |            |
| 01.11.1943 года | -                | 7-я армия  |                         |            |
| 01.12.1943 года | -                | 7-я армия  |                         |            |
| 01.01.1944 года | -                | 7-я армия  |                         |            |
| 01.02.1944 года | -                | 7-я армия  | 4-й стрелковый корпус   |            |
| 01.03.1944 года | Карельский фронт | 19-я армия |                         |            |
| 01.04.1944 года | Карельский фронт | 19-я армия |                         |            |
| 01.05.1944 года | Карельский фронт | 19-я армия |                         |            |
| 01.06.1944 года | Карельский фронт | 19-я армия |                         |            |
| 01.07.1944 года | Карельский фронт | 19-я армия |                         |            |
| 01.08.1944 года | Карельский фронт | 19-я армия |                         |            |
| 01.09.1944 года | Карельский фронт | 19-я армия |                         |            |
| 01.10.1944 года | Карельский фронт | 19-я армия | 133-й стрелковый корпус |            |
| 01.11.1944 года | Карельский фронт | 14-я армия | 133-й стрелковый корпус |            |
| 01.12.1944 года |                  | 14-я армия | 131-й стрелковый корпус |            |
| 01.01.1945 года |                  | 14-я армия | 131-й стрелковый корпус |            |
| 01.02.1945 года |                  | 14-я армия | 131-й стрелковый корпус |            |
| 01.03.1945 года |                  | 14-я армия | 131-й стрелковый корпус |            |
| 01.04.1945 года |                  | 14-я армия | 131-й стрелковый корпус |            |
| 01.05.1945 года |                  | 14-я армия | 131-й стрелковый корпус |            |

## Командиры
- Токарев, Сергей Фёдорович (18.10.1941 — 20.09.1944), полковник, с 04.12.1941, с 01.09.1943 генерал-майор;
- Запирич, Яков Яковлевич (21.09.1944 — 21.06.1945), полковник;
- Белобородов, Панкратий Викулович (22.06.1945 — 25.04.1949), генерал-майор[2];
- Кузин, Андриан Тимофеевич (26.04.1949 — ??.04.1951), полковник;
- Лукьянов, Дмитрий Акимович (??.04.1951 — ??.12.1953), генерал-майор;
- Давиденко, Василий Иванович (07.12.1953 — 05.11.1956), полковник, с 08.08.1955 генерал-майор.